# 黃鿳
黃鿳（學名：Kyphosus incisor）又稱黃舵魚，為輻鰭魚綱日鱸目鿳科鿳屬的其中一種，傳統上屬於鱸形目。
本魚分布於西大西洋區，從美國麻州至巴西；東大西洋區，從馬德拉群島至安哥拉海域，體長可達90公分，棲息在沿岸珊瑚礁及岩礁區，以藻類為食，可做為食用魚及遊釣魚。